# Lingua dei segni sudafricana
La lingua dei segni sudafricana o SASL (in inglese South African Sign Language) è una lingua dei segni utilizzata in Sudafrica.

## Storia
La lingua dei segni sudafricana si è sviluppata nelle comunità dei sordi in Sudafrica a partire dal XX secolo. La lingua segnica attuale è affine alla segnologia britannica (BANZSL) ed americana.

### Lo scandalo
Nel funerale di Nelson Mandela scoppiò un caso di uno scandalo che riguardò di un falso interprete della SASL.

### Lingua ufficiale
Il 29 maggio del 2023 il Parlamento del Sudafrica ha approvato la legge sulle lingue ufficiali inserendo la SASL come 12° lingua ufficiale del paese africano.